# Antons Jemeļins
Antons Jemeļins (* 19. Februar 1984 in Liepāja) ist ein lettischer Fußballspieler.

## Karriere

### Verein
Antons Jemeļins begann seine Karriere in seiner Heimatstadt Liepāja, in der Jugend des FK Metalurgs. Im Alter von 20 Jahren debütierte er in der Virslīga, der höchsten Spielklasse des Landes. Von 2004 bis zum Jahr 2011 spielte er in acht Spielzeiten insgesamt 95 mal im Trikot von Metalurgs und konnte 13 Tore erzielen. Mit der Mannschaft konnte er zudem zahlreiche Titel in Lettland gewinnen, darunter einen Pokalsieg im Jahr 2006 sowie zwei Meisterschaften in den Spielzeiten 2005 und 2009. In der Saison 2012 spielte er ein Jahr lang für den FK Spartaks Jūrmala, um im Jahr darauf zurück zu seinem Stammverein aus Liepāja zu wechseln. Er spielte in der 2013er Saison in 20 Spielen für FK Liepājas Metalurgs, bevor der Verein im November 2013 in die Insolvenz ging. Er wechselte als nun vertragsloser Spieler im Januar 2014 nach Moldawien zum FC Tiraspol.

#### Nationalmannschaft
Sein bis dato einziges Länderspiel für die Lettische Nationalmannschaft machte Jemeļins im Jahr 2005 gegen Belarus, das in Wizebsk ausgetragen wurde. Unter der lettischen Trainerlegende Aleksandrs Starkovs stand der Defensivspieler in der Startaufstellung und wurde in der 56. Spielminute gegen Dzintars Zirnis ausgewechselt. Zuletzt stand er im lettischen Aufgebot des Baltic Cups 2012, der in Estland ausgetragen wurde, blieb dort allerdings beim Titelgewinn seiner Mannschaft ohne Einsatzminute.

## Erfolge
mit dem FK Liepājas Metalurgs:
- Lettischer Meister: 2005, 2009
- Lettischer Pokalsieger: 2006
- Baltic League: 2007

mit Lettland:
- Baltic Cup: 2012